# Bruggen ('s-Hertogenbosch)
Bruggen is een voormalige buurtschap in de gemeente 's-Hertogenbosch, in de Nederlandse provincie Noord-Brabant. Het is tevens een straat in Rosmalen die zijn naam ontleent aan de buurtschap. De buurtschap heeft de postcodereeks 5243.
De buurtschap Bruggen bestond vroeger uit niet meer dan een paar boerderijen. Doordat Rosmalen ging uitbreiden, is Bruggen geheel geïntegreerd in Rosmalen, en is er geen losstaande buurtschap meer.
Bij Bruggen is te zien waar vroeger de oude winterdijk lag, ter bescherming tegen de overstromende Maas, ongeveer zes kilometer verder noordelijk. In Rosmalen zijn nog twee stukjes oude winterdijk bewaard gebleven. Eén daarvan ligt waar het gehucht Bruggen zich bevindt. Het andere stukje is een paar honderd meter verderop, waar de straat Bruggen overgaat in de Schoolstraat. Ook natuurgebied de Heinis in 's-Hertogenbosch en de straat Heinis in Rosmalen zijn een stuk oude winterdijk.
Bij de buurtschap Bruggen bevindt zich ook nog een van de weinige onverharde wegen in de bebouwde kom van Rosmalen. De boerderijen van de buurtschap Bruggen staan er nog steeds.
Noord-Brabant: Steden en dorpen      Nederland: Provincies · Gemeenten